# Biblioteca y Museo Presidencial de Calvin Coolidge
La Biblioteca y Museo Presidencial de Calvin Coolidge es la biblioteca presidencial del 30 Presidente de los Estados Unidos Calvin Coolidge. El museo está situado en el segundo piso de la biblioteca Forbes, en Northampton, Massachusetts, en donde Coolidge practicó ley y sirvió como alcalde. La biblioteca de Coolidge se estableció en 1920 en cuando Coolidge comenzó a donar varios expedientes y memorabilia a la biblioteca de Forbes. Esta colección fue fomentada en 1956 en que el gobierno de Massachusetts estableció una ala conmemorativa de Calvin Coolidge por orden de la primera dama Grace Coolidge, y más adelante fue integrada en la oficina de bibliotecas presidenciales. El director actual de la biblioteca es archivista Julia Bartlett.